# Philippe Poissonnier
Pour les articles homonymes, voir Poissonnier (homonymie).
Philippe Poissonnier (né le 7 juin 1951 à Lille) est un coureur cycliste français, professionnel de 1981 à 1988.

## Biographie
Il est le dernier coureur cycliste français avant Sylvain Chavanel en 2015 à avoir terminé les trois grands tours nationaux dans la même année. C'était en 1985. Dans le Tour d'Espagne, il termine deuxième de la neuvième étape et sur le Tour d'Italie, il prend la quatrième place de la septième étape. Sa première victoire est une étape du Tour d'Allemagne en 1982. La deuxième est le critérium de Lommel en 1983.

## Palmarès

### Palmarès amateur
- 1979
  - Grand Prix des Flandres françaises
  - 2e du Circuit du Port de Dunkerque
- 1980
  - Prologue du Circuit des Ardennes
  - 2e de la Poly Nordiste
  - 2e du championnat de France des comités

### Palmarès professionnel
- 1982
  - 6e étape du Tour d'Allemagne
- 1983
  - 2e de l'Omloop van de Westkust

## Résultats sur les grands tours

### Tour de France
1 participation
- 1985 : 90e

### Tour d'Espagne
4 participations
- 1982 : 45e
- 1984 : 58e
- 1985 : 66e
- 1986 : 105e

### Tour d'Italie
1 participation
- 1985 : 86e